# コダマの谷 王立大学騒乱劇
『コダマの谷 王立大学騒乱劇』（コダマのたに おうりつだいがくそうらんげき）は、入江亜季による漫画。エンターブレインより2006年9月に刊行、全1巻。

## 概要
作者が同人誌で発表した『コダマの谷』(2002年 - 2003年)と、ぱふで発表した『フクちゃん旅また旅』(2002年 - 2004年)を併録した作品集。作者の初連載作である『群青学舎』単行本第1巻と同時に刊行された。

## 収録作品
『コダマの谷』 - 豊かな森に囲まれるコダマの谷の王立大学を舞台に、主人公ニール・ライダーの周りに起こった様々なドラマを描いていく群像劇。美形の王子から狡猾な大学教授まで老若男女幅広いキャラクターたちが登場する。全6話の物語に加えて、単行本では後日談が追録されている（ライダーは群青学舎にもゲスト出演している）。
『フクちゃん旅また旅』 - わんぱくな少年「フクちゃん」と、彼の「父ちゃん」が世界を旅行してまわる掌篇連作集。1話あたり4ページと極めて短い構成ではあるが、作者のていねいな作画によって情景が鮮やかに切り取られていく佳作である。全12話。